# آیلند اکسپرس ایر
آیلند اکسپرس ایر (به انگلیسی: Island Express Air) یک شرکت هواپیمایی با کد یاتا 1X است که در تاریخ ۲۰۰۹ میلادی تأسیس شده است.
دفتر مرکزی آیلند اکسپرس ایر در ابوتسفورد، بریتیش کلمبیا واقع شده‌است و قطب این شرکت هواپیمایی در فرودگاه بین‌المللی ابتسفرد قرار دارد و به ۵ مقصد، پرواز مستقیم انجام می‌دهد.